# Center for the Built Environment
Il Center for the Built Environment (CBE) è un centro di ricerca cooperativo industria/università dell'Università della California - Berkeley operante nell'ambito del National Science Foundation. La missione del CBE è quella di migliorare il design e la qualità ambientale delle costruzioni fornendo opportune e neutrali informazioni sulla tecnologia costruttiva e sulle tecniche di design.

## Panoramica
Il CBE si trova nel Laboratorio di scienza delle costruzioni dell'Università di Berkeley che è parte del College of Environmental Design di Berkeley, uno dei maggiori laboratori universitari dediti alla ricerca nelle costruzioni all'interno degli Stati Uniti. Possiede una camera di controllo ambientale (disegnata per simulare un moderno ufficio dove permettere il controllo preciso dei livelli di temperatura, di umidità, di ventilazione e di illuminazione) e un'ampia collezione di equipaggiamento portatile per l'acquisizione e l'analisi dei dati da ambiti sperimentali.

## Ricerche
Le aree di ricerca del CBE includono il comfort ambientale, sistemi HVAC (riscaldamento, ventilazione, aria condizionata), sistemi di copertura e tecnologia di controllo. Il CBE fornisce informazioni sulle proprie ricerche sul proprio sito.
Il programma di ricerca del CBE è condotto dal gruppo di ricerca e dall'Advisory Board. L'Advisory Board è composto da operatori e costruttori edili, architetti, ingegneri, agenzie governative e associazioni professionali. Il gruppo di ricerca include persone dei vari dipartimenti dell'Università come anche scienziati dal Lawrence Berkeley National Laboratory, studenti e esperti internazionali provenienti dall'industria e da altri gruppi di ricerca.

### Questionario CBE
Il CBE Survey o questionario CBE è un questionario on-line che indaga la qualità degli ambienti interni. Il questionario raccoglie, processa e presenta i seguenti temi:
- soddisfazione generale
- distribuzione degli spazi all'interno dell'ufficio o dell'abitazione
- comfort termico
- qualità dell'aria interna
- illuminazione
- qualità acustica
- pulizia e manutenzione
- sindrome da edificio malato (SBS)

Il questionario ha una struttura ramificata per cui se l'utente risponde che è soddisfatto in un determinato ambito di analisi, come ad esempio il comfort termico, il software passa all'argomento successivo, se invece l'utente afferma che non è soddisfatto si attivano altre domande in modo da rilevare con maggiore dettaglio la ragione dell'insoddisfazione.
Alla fine del 2009 circa 47.000 persone avevano risposto al questionario e più di 320 edifici sono stati analizzati negli Stati Uniti, in Canada e in Finlandia. Il questionario è già disponibile in finlandese, spagnolo, danese e italiano.
Il maggior successo è attribuibile al fatto che ASHRAE (American Society of Heating, Refrigerating and Air-Conditioning Engineers), USGBC (U.S. Green Building Council) e CIBSE (Chartered Institute of Building Services Engineers) hanno prodotto un documento intitolato Performance Measurement Protocols for Commercial Buildings, finalizzato a fornire un protocollo di misura delle prestazioni degli edifici dal punto di vista dei consumi energetici e della qualità ambientale. In esso viene imposto il questionario come metodologia obbligatoria per la valutazione dell'IEQ.
Il questionario può essere utilizzato per valutare le prestazioni degli edifici e identificarne le caratteristiche (ad esempio il sistema di raffreddamento, le schermature, la disposizione del mobilio, etc.) e le procedure di gestione e manutenzione che necessitano d'essere migliorate. I risultati del questionario sono un utile feedback per i progettisti, i proprietari degli edifici, i gestori degli impianti e le persone che occupano l'edificio.
Le informazioni raccolte dal questionario aiutano ad individuare quali sono gli interventi di restauro e riqualificazione più urgenti secondo gli occupanti, in modo da ottimizzare gli investimenti e per verificarne l'efficacia e la convenienza. Somministrando il questionario sia prima che dopo un intervento di correzione è possibile valutare l'efficacia dell'intervento.
I risultati del questionario sono utili anche per la comunità scientifica poiché permettono di valutare l'efficacia di una soluzione tecnologica o di una strategia.
Il questionario può anche essere associato alle misure con strumentazioni tecniche. Nel 2004 è stata svolta una ricerca per comprendere come l'uso di finestre apribili negli uffici influenzava il comfort termico dei lavoratori . Dettagliate misure fisiche sono state raccolte per ogni postazione di lavoro. Il CBE ha progettato e creato uno strumento di monitoraggio denominato “Weather Station Device”, da posizionare sulla scrivania degli intervistati. È composto da sensori per l'acquisizione di dati sulla temperatura di bulbo secco, velocità dell'aria e temperatura radiante.